# 지능정보기술연구원
인공지능연구원(知能情報技術硏究院, Artificial Intelligence ; AIRI)은 인공지능 관련사업의 기술혁신에 필요한 연구개발을 수행하고, 관련 기업 및 스타트업 등과 협력함으로써 인공지능 관련산업의 국가경쟁력 제고에 이바지하기 위하여 설립된 연구기관이다. 삼성전자, LG전자, SK텔레콤, KT, 네이버, 현대자동차, 한화생명 등 7개 대기업이 각각 30억원씩을 출자해 총 210억원을 출자하였다. 경기도 성남시 분당구 대왕판교로 712번길 22 글로벌R&D센터 연구동(A) 5층에 있다.

## 연혁
- 2016년 7월 28일 - 지능정보기술연구원 설립
- 2016년 8월 1일 - 김진형 원장 제1대 취임[5]
- 2016년 10월 11일 - 지능정보기술연구원 개원식[6]
- 2018년 3월 19일 - 인공지능연구원 상호명 변경
- 2019년 6월 17일 - 김영환 원장 제2대 취임

## 주요 업무
- 인공지능 기술개발 선도
- 인공지능 전문인력 확충
- 데이터인프라 구축
- 인공지능 관련 사업생태계 조성
- 참여기업의 사업성을 제고할 수 있는 신기술 확보
- 융합신산업의 확산과 사회공헌
- 중소기업의 인공지능 연구개발에 관한 지도/조언 및 각종 지원
- 인공지능 관련 기술력을 가진 중소/중견/벤처기업 및 스타트업 등에 대한 투자

## 조직

### 인공지능연구원장
| - 사업개발 - PM - 연구개발 | - 기획홍보 - 총무구매 - 재무회계 - 비서 |

## 같이 보기
- 한국뇌연구원
- 한국로봇산업진흥원
- 한국전자통신연구원
- 소프트웨어정책연구소